# 嘧啶类似物
嘧啶类似物（英語：Pyrimidine analogues）是与嘧啶结构上类似的核苷类似物抗代谢物。

## 例子
- 5-氟尿嘧啶（5FU）可抑制胸苷酸合成酶（英语：thymidylate synthase）
- 氟尿苷（FUDR）全称5-氟尿嘧啶脱氧核苷
- 阿糖胞苷（胞嘧啶阿拉伯糖苷）

嘧啶
5-氟尿嘧啶
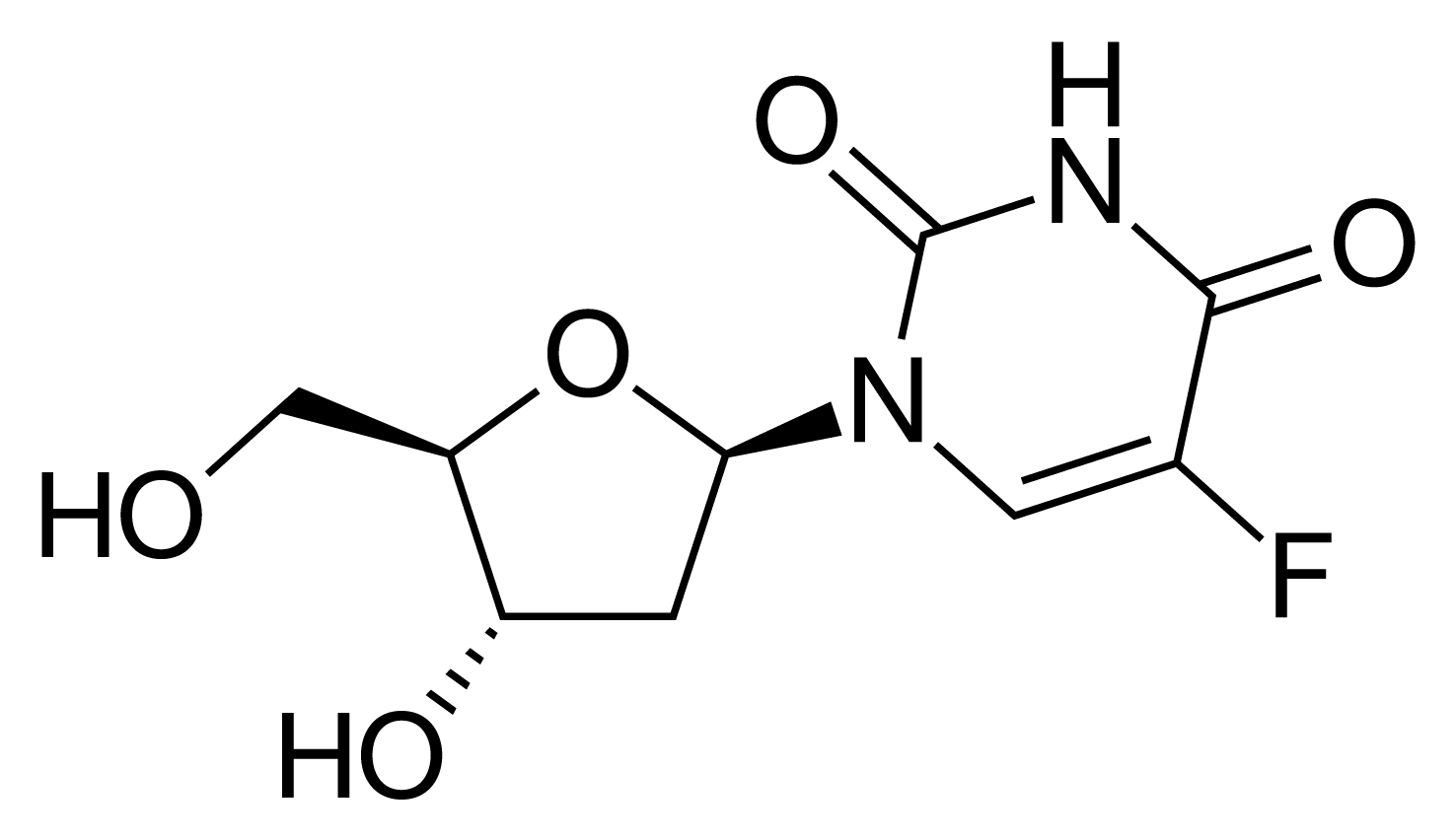
氟尿苷
吉西他滨

## 医学应用
嘧啶类抗代谢物通常通过干扰DNA的合成来抑制癌症。